# Schizopathidae
Schizopathidae Brook, 1889 è una famiglia di esacoralli dell'ordine Antipatharia.

## Descrizione
La famiglia comprende coralli coloniali, che formano colonie monopodiali o ramificate, con fusto principale e ramificazioni dotate di pinnule, semplici o subpinnulate, e spine triangolari, compresse lateralmente, semplici o raramente con multiple biforcazioni all'apice.
I polipi hanno un diametro trasverso di 2 mm o poco più, e hanno sei mesenteri primari e quattro secondari.

## Distribuzione e habitat
La famiglia ha una distribuzione cosmopolita essendo ampiamente diffusa nell'oceano Atlantico e nell'Indo-Pacifico, con alcune specie segnalate anche nelle acque dell'Artide (Stauropathes arctica) e dell'Antartide (Abyssopathes lyriformis). Una specie  (Parantipathes larix) è presente nel mar Mediterraneo.
Comprende quasi esclusivamente specie di acque profonde, segnalate sino a 6000 m di profondità.

## Tassonomia
La famiglia comprende i seguenti generi:
- Abyssopathes Opresko, 2002
- Alternatipathes Molodtsova & Opresko, 2017
- Bathypathes Brook, 1889
- Dendrobathypathes Opresko, 2002
- Dendropathes Opresko, 2005
- Lillipathes Opresko, 2002
- Parantipathes Brook, 1889
- Saropathes Opresko, 2002
- Schizopathes Brook, 1889
- Stauropathes Opresko, 2002
- Taxipathes Brook, 1889
- Telopathes MacIsaac & Best, 2013
- Umbellapathes Opresko, 2005